# Cérémonie d'ouverture des Jeux olympiques d'hiver de 2006

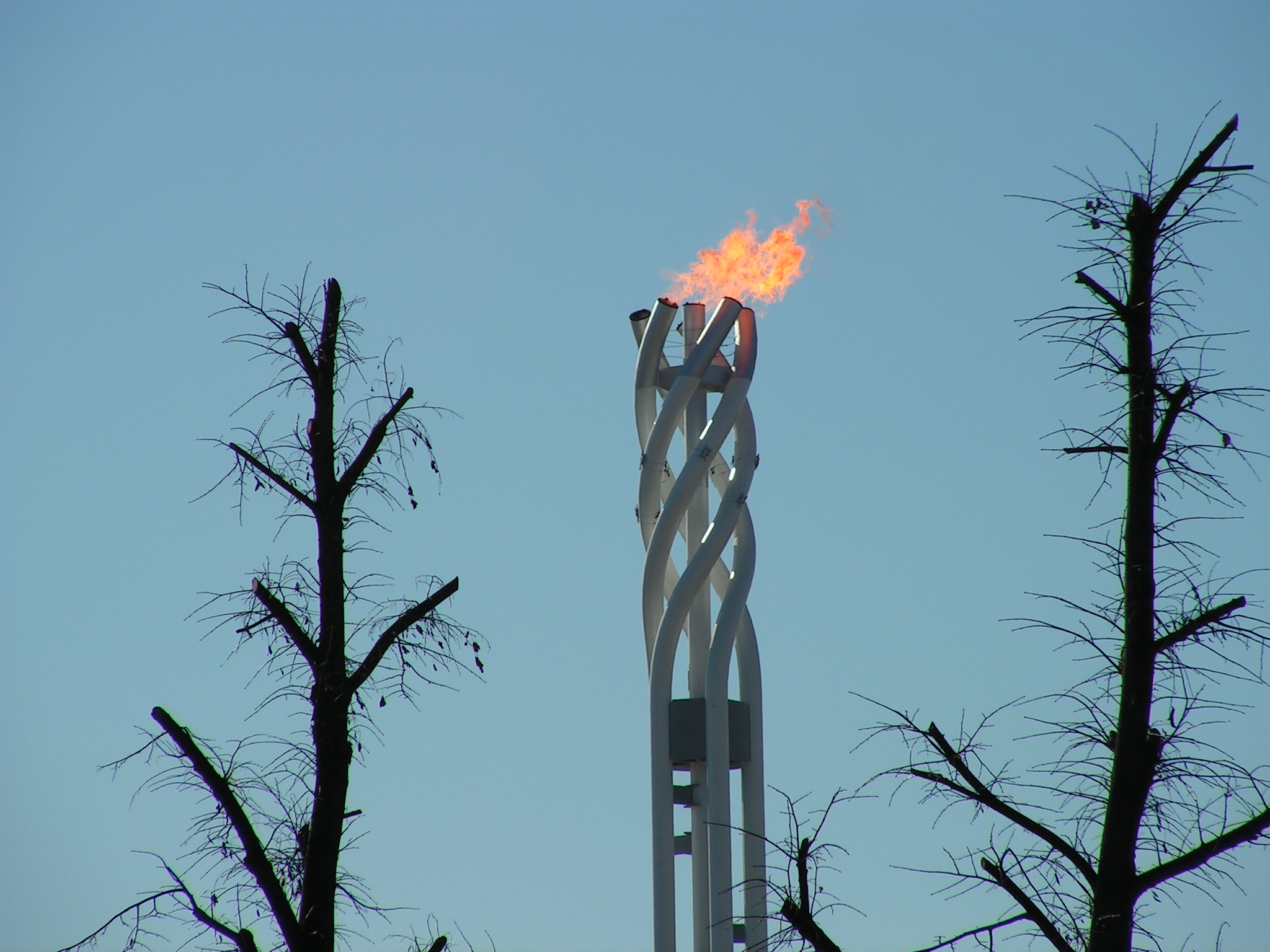
Flamme olympique.

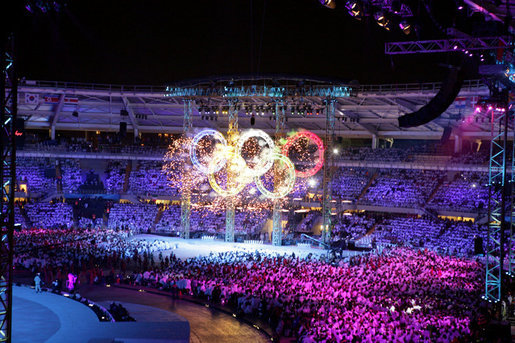
Anneaux olympiques illuminés.

La cérémonie d'ouverture des Jeux Olympiques d'hiver de 2006 a eu lieu le 10 février 2006.

## Cérémonie d'ouverture
- 20 h 00 : Début de la cérémonie d'ouverture.
- 20 h 15 : Levée du drapeau Italien pendant son hymne, chanté par Eleonora Benetti, fille de neuf ans vêtue du tricolore.
- 20 h 30 : Début de l'entrée des délégations sportives dans le stade Olympique. Comme c'est désormais la tradition, les deux Corées ont défilé ensemble sous le même drapeau, porté par un athlète de chacun des deux pays. Elles représentent toutefois bien 2 CNO distincts.
- 22 h 10 : Proclamation officielle de l'ouverture des Jeux olympiques 2006 de Turin par le président de la république Italienne Carlo Azeglio Ciampi.
- 22 h 15 : Lévée du drapeau Olympique pendant son hymne.
  - Le drapeau est amené dans l'enceinte du stade par les personnalités suivantes : l'auteure chilienne Isabel Allende, l'actrice italienne Sophia Loren, la Kényane Wangari Maathai, prix Nobel de la paix, la Cambodgienne Somaly Mam, militante pour la défense des droits de l'homme, l'actrice américaine Susan Sarandon, ainsi que par trois médaillées olympiques : l'Italienne Manuela di Centa, la Marocaine Nawal El Moutawakel et la Mozambicaine Maria Mutola.
- 22 h 30 : La flamme olympique fait son entrée.
  - La dernière athlète à porter la flamme est la fondeuse Stefania Belmondo.
- 22 h 35 : Allumage de la vasque olympique.
- 22 h 50 : Fin de la cérémonie.

L'heure utilisée est l'heure de Turin : UTC+01 heure ; la même utilisée à Bruxelles, Genève et Paris.